# Robert Maveau
Robert Maveau (* 14. September 1944 in Merksem; † 25. November 1978 in Schoten) war ein belgischer Radrennfahrer und nationaler Meister im Radsport.

## Sportliche Laufbahn
Maveau war als Bahnradsportler aktiv. 1964 gewann er seine erste Medaille bei den nationalen Meisterschaften im Bahnradsport, als er Zweiter im Zweier-Mannschaftsfahren wurde. 1965 und 1966 wurde er ebenfalls Vize-Meister in dieser Disziplin. 1972 gewann er die nationale Meisterschaft im 1000-Meter-Zeitfahren. Im Sprint und im Tandemrennen wurde er Vize-Meister. Mit Wilfried Wesemael als Partner siegte er 1973 im Titelrennen im Zweier-Mannschaftsfahren. Zudem wurde er Vize-Meister im Sprint und im 1000-Meter-Zeitfahren. 1975 und 1976 konnte er weitere Medaillen bei den nationalen Bahnmeisterschaften in der Mannschaftsverfolgung, im Sprint und im Tandemrennen gewinnen. Zum Ende seiner Laufbahn bestritt er auch Steherrennen und wurde 1976 Dritter der belgischen Meisterschaft. 
Er war Teilnehmer der Olympischen Sommerspiele 1972 in München. Dort startete er im 1000-Meter-Zeitfahren und belegte beim Sieg von Niels Fredborg den 14. Platz.